# Fachkraft für Wasserwirtschaft
Fachkraft für Wasserwirtschaft ist ein Ausbildungsberuf, der auf die Bedürfnisse der öffentlichen Wasserwirtschafts- und Umweltverwaltungen in Deutschland zugeschnitten ist. Das bundeseinheitliche Berufsbild wurde vom Bundesinstitut für Berufsbildung zum 21. Juli 2000 geschaffen. Das Berufsbild entstand analog zum Beruf Fachkraft für Straßen- und Verkehrstechnik aus den Vorläufern Straßenbautechniker/in (Hessen) bzw. Planungstechniker/in (Rheinland-Pfalz) 
Ausbildungsplätze für den Beruf werden fast ausschließlich von der öffentlichen Hand angeboten, da in der Regel Ingenieurbüros und Tiefbaufirmen nicht den kompletten Ausbildungskatalog abdecken können. Die Ausbildung dauert drei Jahre und findet an den Lernorten Betrieb und Berufsschule statt. Es bestehen keine Spezialisierungen in Fachrichtungen oder Schwerpunkte. Die Lerninhalte des ersten Ausbildungsjahres sind identisch mit den Inhalten des Berufs Fachkraft für Straßen- und Verkehrstechnik. 
Das Berufsbild umfasst die Tätigkeiten der Planung, des Baus, des Betriebs und der Instandhaltung von Anlagen der Wasserver- und Entsorgung sowie die Durchführung von Gewässerproben. Hierfür sind bautechnische Berechnungen, Konstruktionen, Vermessung, Baurechtschaffung und die Berücksichtigung des Naturschutzes nötig.
Sofern nach bestandener Abschlussprüfung eine Übernahme in den öffentlichen Dienst erfolgt, werden Fachkräfte für Straßen- und Verkehrstechnik als tarifliche, technische Angestellte beschäftigt. Der Berufsabschluss berechtigt zum Studium des Bautechniker in der Fachrichtung Tiefbau.